# Astragalus costatus
Astragalus costatus är en ärtväxtart som beskrevs av Aleksandr Andrejevitj Bunge. Astragalus costatus ingår i släktet vedlar, och familjen ärtväxter. Inga underarter finns listade i Catalogue of Life.